# Sportverein Stuttgarter Kickers 1974-1975
Questa voce raccoglie le informazioni riguardanti lo Sportverein Stuttgarter Kickers nelle competizioni ufficiali della stagione 1974-1975.

## Stagione
Nella stagione 1974-1975 il Stuttgarter Kickers, allenato da Fritz Millinger e Rudolf Kröner, concluse il campionato di 2. Bundesliga al 16º posto. In Coppa di Germania il Stuttgarter Kickers fu eliminato al primo turno dal Viktoria Colonia.

## Rosa
| N. |                     | Ruolo | Calciatore         |
| -- | ------------------- | ----- | ------------------ |
|    | Germania (bandiera) | P     | Rolf Gerstenlauer  |
|    | Germania (bandiera) | P     | Jürgen Kanzleiter  |
|    | Germania (bandiera) | D     | Dieter Dollmann    |
|    | Germania (bandiera) | D     | Hans-Martin Leili  |
|    | Germania (bandiera) | D     | Winfried Neuhäuser |
|    | Germania (bandiera) | D     | Dieter Renner      |
|    | Germania (bandiera) | D     | Horst Schairer     |
|    | Germania (bandiera) | D     | Alois Schindler    |
|    | Germania (bandiera) | D     | Rainer Thiel       |
|    | Germania (bandiera) | C     | Wolfgang Holoch    |
|    | Germania (bandiera) | C     | Rainer Potschak    |

| N. |                     | Ruolo | Calciatore         |
| -- | ------------------- | ----- | ------------------ |
|    | Germania (bandiera) | C     | Robert Redl        |
|    | Germania (bandiera) | C     | Werner Roth        |
|    | Germania (bandiera) | C     | Karl-Heinz Schroff |
|    | Germania (bandiera) | C     | Alfred Schwarzer   |
|    | Germania (bandiera) | C     | Max Sterk          |
|    | Germania (bandiera) | C     | Franz-Josef Toth   |
|    | Germania (bandiera) | A     | Uli Frommer        |
|    | Germania (bandiera) | A     | Horst Haug         |
|    | Germania (bandiera) | A     | Walter Oßwald      |
|    | Germania (bandiera) | A     | Otmar Pellegrini   |
|    | Germania (bandiera) | A     | Wolfgang Scheuring |

## Organigramma societario
Area tecnica
- Allenatore: Rudolf Kröner
- Allenatore in seconda:
- Preparatore dei portieri:
- Preparatori atletici:

## Calciomercato

### Sessione estiva
| Acquisti | Acquisti         | Acquisti       | Acquisti |
| R.       | Nome             | da             | Modalità |
| -------- | ---------------- | -------------- | -------- |
| C        | Alfred Schwarzer | Schweinfurt 05 |          |

| Cessioni | Cessioni        | Cessioni     | Cessioni |
| R.       | Nome            | a            | Modalità |
| -------- | --------------- | ------------ | -------- |
| C        | Wolfgang Holoch | Norimberga   |          |
| D        | Erich Schmeil   | TSV Eltingen |          |

### Sessione invernale
| Acquisti | Acquisti | Acquisti | Acquisti |
| R.       | Nome     | da       | Modalità |
| -------- | -------- | -------- | -------- |

| Cessioni | Cessioni | Cessioni | Cessioni |
| R.       | Nome     | a        | Modalità |
| -------- | -------- | -------- | -------- |

## Risultati

### 2. Bundesliga

#### Girone di andata
| Arbitro: | Klauser |

|          |           |             |
| Haug 72’ | Marcatori | 51’ Bartels |

| Arbitro: | Dittmer |

|                         |           |  |
| Weiss 83’ Schleiter 85’ | Marcatori |  |

| Arbitro: | Berner |

|              |           |                                             |
| Dollmann 48’ | Marcatori | 17’, 74’ (rig.) Dürrschmidt 24’, 76’ Werner |

| Arbitro: | Hoch |

|                       |           |               |
| Piroth 23’ Warken 36’ | Marcatori | 53’ Scheuring |

| Arbitro: | Langhans |

|                          |           |            |
| Haug 31’ (rig.) Toth 87’ | Marcatori | 71’ Schauß |

| Arbitro: | Schmoock |

|                  |           |             |
| Walitza 11’, 13’ | Marcatori | 84’ Schroff |

| Arbitro: | Frickel |

|  |           |                        |
|  | Marcatori | 23’ Beichle 51’ Krauth |

| Arbitro: | Messmer |

|                                          |           |            |
| Nielsen 7’ Schuberth 58’ Keller 61’, 82’ | Marcatori | 71’ Renner |

| Arbitro: | Boos |

|            |           |            |
| Holoch 51’ | Marcatori | 8’ Gutzeit |

| Arbitro: | Kollmann |

|  |           |             |
|  | Marcatori | 43’ Aumeier |

| Arbitro: | Gewahl |

|                                         |           |                                                |
| Schwarzweller 10’ (rig.) Spankowski 72’ | Marcatori | 8’ Haug 36’ Roth 75’ (aut.) Schmitt 81’ Holoch |

| Arbitro: | Wohlfarth |

|                      |           |  |
| Frommer 51’ Haug 56’ | Marcatori |  |

| Arbitro: | Schumann |

|                                    |           |                |
| Jörg 58’ Killmaier 75’ Weixler 80’ | Marcatori | 41’ Pellegrini |

| Bayreuth 9 novembre 1974, ore 15:00 CET 14ª giornata | Bayreuth | 0 – 0 referto | Kickers Stoccarda | Hans-Walter-Wild Stadion (4 000 spett.)\| Arbitro: \| Hellwig \| |
| Arbitro:                                             | Hellwig  |               |                   |                                                                  |

| Arbitro: | Walther |

|                         |           |                         |
| Potschak 60’ Renner 64’ | Marcatori | 56’ Scheller 66’ Renner |

| Arbitro: | Scheffner |

|                                                 |           |               |
| Fanz 55’ Krause 66’ Frey 68’ Kubasik 72’ (rig.) | Marcatori | 85’, 87’ Redl |

| Arbitro: | Möckel |

|                                      |           |          |
| Haug 2’, 77’ Frommer 41’ Schroff 74’ | Marcatori | 22’ Hamm |

| Arbitro: | Leonhard |

|                     |           |              |
| Renger 19’ Lenz 52’ | Marcatori | 84’ Potschak |

| Arbitro: | Riegg |

|                          |           |  |
| Potschak 51’ Schroff 61’ | Marcatori |  |

#### Girone di ritorno
| Arbitro: | Fleischer |

|                                          |           |  |
| Martin 7’ Bartels 36’ (rig.) Mießmer 42’ | Marcatori |  |

| Arbitro: | Klauser |

|                                 |           |           |
| Holoch 14’ Frommer 25’ Haug 32’ | Marcatori | 73’ Weiss |

| Arbitro: | Boos |

|                 |           |  |
| Werner 32’, 48’ | Marcatori |  |

| Arbitro: | Röder |

|          |           |  |
| Haug 64’ | Marcatori |  |

| Arbitro: | Föckler |

|                        |           |               |
| Roßband 11’ Johann 22’ | Marcatori | 5’ Pellegrini |

| Arbitro: | Eichhorn |

|                         |           |                          |
| Frommer 72’ Schroff 87’ | Marcatori | 4’ Meininger 74’ de Fenn |

| Arbitro: | Luca |

|                            |           |  |
| Erhart 11’, 76’ Seiler 33’ | Marcatori |  |

| Arbitro: | Hellwig |

|          |           |  |
| Haug 49’ | Marcatori |  |

| Arbitro: | Dellwing |

|                      |           |             |
| Fuchs 67’ Kübler 88’ | Marcatori | 48’ Schroff |

| Arbitro: | Schmoock |

|                                     |           |                             |
| Rother 13’ Skrotzki 24’ Seubert 87’ | Marcatori | 19’ (rig.) Haug 74’ Frommer |

| Arbitro: | Biwersi |

|          |           |  |
| Redl 52’ | Marcatori |  |

| Arbitro: | Berner |

|                       |           |                   |
| Bopp 45’ Bergmann 75’ | Marcatori | 73’, 84’ Potschak |

| Arbitro: | Tschenscher |

|                     |           |  |
| Roth 23’ Renner 31’ | Marcatori |  |

| Arbitro: | Wohlfarth |

|                   |           |  |
| Redl 46’ Haug 77’ | Marcatori |  |

| Arbitro: | Antz |

|          |           |  |
| März 80’ | Marcatori |  |

| Arbitro: | Hontheim |

|                                          |           |          |
| Dollmann 15’ (rig.) Schroff 28’ Redl 69’ | Marcatori | 12’ Fanz |

| Arbitro: | Luca |

|                               |           |                   |
| Nicastro 42’, 78’ Schmieh 85’ | Marcatori | 41’ Haug 47’ Redl |

| Arbitro: | Walther |

|                        |           |           |
| Schroff 18’ Renner 87’ | Marcatori | 82’ Leder |

| Arbitro: | Föckler |

|               |           |            |
| Spasovski 73’ | Marcatori | 10’ Holoch |

### Coppa di Germania
| Arbitro: | Schön |

|                                                    |           |  |
| Fassbender 48’ Cziezeit 52’ Passage 55’ Lorenz 79’ | Marcatori |  |

## Statistiche

### Statistiche di squadra
| Competizione      | Punti | In casa | In casa | In casa | In casa | In casa | In casa | In trasferta | In trasferta | In trasferta | In trasferta | In trasferta | In trasferta | Totale | Totale | Totale | Totale | Totale | Totale | DR  |
| Competizione      | Punti | G       | V       | N       | P       | Gf      | Gs      | G            | V            | N            | P            | Gf           | Gs           | G      | V      | N      | P      | Gf     | Gs     | DR  |
| ----------------- | ----- | ------- | ------- | ------- | ------- | ------- | ------- | ------------ | ------------ | ------------ | ------------ | ------------ | ------------ | ------ | ------ | ------ | ------ | ------ | ------ | --- |
| 2. Bundesliga     | 33    | 19      | 12      | 4       | 3       | 32      | 18      | 19           | 1            | 3            | 15           | 20           | 43           | 38     | 13     | 7      | 18     | 52     | 61     | -9  |
| Coppa di Germania | -     | 0       | 0       | 0       | 0       | 0       | 0       | 1            | 0            | 0            | 1            | 0            | 4            | 1      | 0      | 0      | 1      | 0      | 4      | -4  |
| Totale            | 33    | 19      | 12      | 4       | 3       | 32      | 18      | 20           | 1            | 3            | 16           | 20           | 47           | 39     | 13     | 7      | 19     | 52     | 65     | -13 |

### Andamento in campionato
| Giornata  | 1 | 2  | 3  | 4  | 5  | 6  | 7  | 8  | 9  | 10 | 11 | 12 | 13 | 14 | 15 | 16 | 17 | 18 | 19 | 20 | 21 | 22 | 23 | 24 | 25 | 26 | 27 | 28 | 29 | 30 | 31 | 32 | 33 | 34 | 35 | 36 | 37 | 38 |
| --------- | - | -- | -- | -- | -- | -- | -- | -- | -- | -- | -- | -- | -- | -- | -- | -- | -- | -- | -- | -- | -- | -- | -- | -- | -- | -- | -- | -- | -- | -- | -- | -- | -- | -- | -- | -- | -- | -- |
| Luogo     | C | T  | C  | T  | C  | T  | C  | T  | C  | C  | T  | C  | T  | T  | C  | T  | C  | T  | C  | T  | C  | T  | C  | T  | C  | T  | C  | T  | T  | C  | T  | C  | C  | T  | C  | T  | C  | T  |
| Risultato | N | P  | P  | P  | V  | P  | P  | P  | N  | P  | V  | V  | P  | N  | N  | P  | V  | P  | V  | P  | V  | P  | V  | P  | N  | P  | V  | P  | P  | V  | N  | V  | V  | P  | V  | P  | V  | N  |
| Posizione | 9 | 16 | 20 | 20 | 17 | 18 | 18 | 19 | 20 | 20 | 19 | 17 | 19 | 19 | 19 | 19 | 19 | 18 | 17 | 17 | 17 | 17 | 16 | 17 | 18 | 18 | 18 | 18 | 18 | 18 | 18 | 16 | 16 | 17 | 15 | 16 | 16 | 16 |

Legenda:

Luogo: C = Casa; T = Trasferta. Risultato: V = Vittoria; N = Pareggio; P = Sconfitta.

### Statistiche dei giocatori
| Giocatore       | 2. Bundesliga | 2. Bundesliga | 2. Bundesliga | 2. Bundesliga | Coppa di Germania | Coppa di Germania | Coppa di Germania | Coppa di Germania | Totale   | Totale | Totale      | Totale     |
| Giocatore       | Presenze      | Reti          | Ammonizioni   | Espulsioni    | Presenze          | Reti              | Ammonizioni       | Espulsioni        | Presenze | Reti   | Ammonizioni | Espulsioni |
| --------------- | ------------- | ------------- | ------------- | ------------- | ----------------- | ----------------- | ----------------- | ----------------- | -------- | ------ | ----------- | ---------- |
| D. Dollmann     | 32            | 2             | 2             | 0             | 1                 | 0                 | 0                 | 0                 | 33       | 2      | 2           | 0          |
| U. Frommer      | 30            | 5             | 4             | 0             | 0                 | 0                 | 0                 | 0                 | 30       | 5      | 4           | 0          |
| R. Gerstenlauer | 36            | 0             | 0             | 0             | 0                 | 0                 | 0                 | 0                 | 36       | 0      | 0           | 0          |
| H. Haug         | 38            | 12            | 1             | 0             | 1                 | 0                 | 0                 | 0                 | 39       | 12     | 1           | 0          |
| W. Holoch       | 25            | 4             | 2             | 0             | 0                 | 0                 | 0                 | 0                 | 25       | 4      | 2           | 0          |
| J. Kanzleiter   | 4             | 0             | 0             | 0             | 1                 | 0                 | 0                 | 0                 | 5        | 0      | 0           | 0          |
| H. Leili        | 1             | 0             | 0             | 0             | 0                 | 0                 | 0                 | 0                 | 1        | 0      | 0           | 0          |
| W. Neuhäuser    | 29            | 0             | 2             | 0             | 1                 | 0                 | 0                 | 0                 | 30       | 0      | 2           | 0          |
| W. Oßwald       | 6             | 0             | 1             | 0             | 1                 | 0                 | 0                 | 0                 | 7        | 0      | 1           | 0          |
| O. Pellegrini   | 14            | 2             | 0             | 1             | 0                 | 0                 | 0                 | 0                 | 14       | 2      | 0           | 1          |
| R. Potschak     | 20            | 5             | 0             | 0             | 0                 | 0                 | 0                 | 0                 | 20       | 5      | 0           | 0          |
| R. Redl         | 31            | 6             | 1             | 0             | 0                 | 0                 | 0                 | 0                 | 31       | 6      | 1           | 0          |
| D. Renner       | 37            | 4             | 4             | 0             | 1                 | 0                 | 0                 | 0                 | 38       | 4      | 4           | 0          |
| W. Roth         | 36            | 2             | 1             | 0             | 1                 | 0                 | 0                 | 0                 | 37       | 2      | 1           | 0          |
| H. Schairer     | 32            | 0             | 1             | 0             | 0                 | 0                 | 0                 | 0                 | 32       | 0      | 1           | 0          |
| W. Scheuring    | 15            | 1             | 0             | 0             | 1                 | 0                 | 0                 | 0                 | 16       | 1      | 0           | 0          |
| A. Schindler    | 38            | 0             | 2             | 0             | 1                 | 0                 | 0                 | 0                 | 39       | 0      | 2           | 0          |
| K. Schroff      | 26            | 7             | 0             | 0             | 1                 | 0                 | 0                 | 0                 | 27       | 7      | 0           | 0          |
| A. Schwarzer    | 7             | 0             | 0             | 0             | 0                 | 0                 | 0                 | 0                 | 7        | 0      | 0           | 0          |
| M. Sterk        | 3             | 0             | 0             | 0             | 1                 | 0                 | 0                 | 0                 | 4        | 0      | 0           | 0          |
| R. Thiel        | 17            | 0             | 0             | 0             | 1                 | 0                 | 0                 | 0                 | 18       | 0      | 0           | 0          |
| F. Toth         | 10            | 1             | 0             | 0             | 1                 | 0                 | 0                 | 0                 | 11       | 1      | 0           | 0          |